# Orius minutus
Orius minutus is een wants uit de familie van de bloemwantsen (Anthocoridae). De soort werd het eerst wetenschappelijk beschreven door Carl Linnaeus in 1758.

## Uiterlijk
De kleine bruine wants is macropteer en kan 2 tot 2.5 mm lang worden. De kop, het halsschild en het scutellum zijn zwart van kleur. De voorvleugels zijn variabel gekleurd, van geel tot geelbruin. Het uiteinde van het verharde deel van de voorvleugels, de cuneus, is donkerbruin. Het doorzichtige deel van de voorvleugels is grijs of kleurloos. Van de bruine antennes is het tweede antennesegment lichter gekleurd. De pootjes zijn soms helemaal licht, soms met enigszins donkere dijen en gedeeltelijk bruine schenen. De wantsen zijn alleen met behulp van de genitalia van Orius laticollis, Orius horvathi en Orius vicinus te onderscheiden.

## Leefwijze
Vooral de vrouwtjes van de soort komen de winter door als volgroeide wants. Ze leven op loofbomen en struiken en op diverse kruiden zoals grote brandnetel. De wantsen eten soms alleen plantaardig materiaal, soms voeden ze zich met spintmijten of allerlei kleine insecten zoals tripsen.

## Leefgebied
De wants is in Nederland algemeen maar dat is niet helemaal duidelijk omdat ze vaak verward worden met Orius horvathi. Het verspreidingsgebied is Holarctisch.